# Zamek w Cześnikach
Zamek w Cześnikach – nieistniejący dziś zamek w miejscowości Cześniki, siedziba rodziny Kazanowskich.

## Historia
Adam Kazanowski, marszałek nadworny koronny, był właścicielem wsi Cześniki. Pod koniec XIX w. majątek należał do rodziny Malczewskich.

## Dwór
- Wybudowany w stylu klasycystycznym w 1812 r. przebudowany w 1863 r. i 1912 r. Dwór został opisany w Dziejach rezydencji.